# 内川ダム
内川ダム（うちかわダム）は、石川県金沢市、二級河川・犀川水系内川の中流部に建設されたダムである。
石川県が管理を行う県営ダムで、高さ81.0メートルの重力式コンクリートダムであり石川県営ダムとしては最も堤高が高い。内川及び犀川の治水、金沢市への利水、そして日本では珍しい市営による水力発電を目的として国庫の補助を受け建設された補助多目的ダムである。犀川の犀川ダムや辰巳ダムと共に犀川・浅野川の治水と利水に重要な役割を担っている。ダムによって形成された人造湖は河川名を採って内川湖（うちかわこ）と命名された。

## 目的
1967年に洪水調節・灌漑用水・上水道・工業用水・発電を目的に建設が着工。
水力発電事業に関しては犀川ダム同様金沢市企業局が行っている。流域には新内川発電所、新内川第二発電所などがある。

## 周辺
- 金沢市立内川小学校
- 金沢市立内川中学校